# Huis Kelmont
Het Huis Kelmont of Kelmonderhof is een hoeve in het Nederlandse dorp Kelmond, provincie Limburg. De hoeve is een rijksmonument. 

## Geschiedenis
De oudst bekende bewoner van Huis Kelmont is Andries Mutsenich, schepen in Beek. Hij was afkomstig uit de familie Mutsenich, die in de 16e eeuw een deel van landgoed Gebroek in eigendom had gekregen. Andries werd in 1595 genoemd als de eigenaar van Kelmont en liet in de jaren 1616 - 1618 het woonhuis van de reeds bestaande hoeve verbouwen.
In 1683 kocht het echtpaar Claude Ernest de Montaigne en Maria Magedalena Dionysia Creusen het Huis Kelmont aan. Zij hadden reeds het kasteel Gebroek in bezit gekregen dankzij erfenissen en aankoop. Het stel kreeg elf kinderen. Bij de verdeling van de erfenis in 1698 kwam het Huis Kelmont terecht bij oudste zoon Hubertus Jacobus, evenals zijn vader Luiks hoogschout van Maastricht. Hij was getrouwd met Catharina Christina Schimmelpenninck van der Oye. Ze lieten Kelmont na aan hun dochter Catharina Hadewich. Wie hierna Kelmont in bezit had, is niet bekend.
In 1916 volgde publieke verkoop door de Belgische douairière Van der Plancke.
Anno 2023 is in Huis Kelmont een sauna gevestigd.

## Beschrijving
Huis Kelmont is een vierkante, gesloten hoeve met een afmeting van circa 45 bij 55 meter. Het woonhuis bevindt zich aan de zuidzijde, terwijl de poorttoren aan de oostzijde is gesitueerd. Deze twee vleugels zijn opgetrokken in baksteen met banden van mergelsteen.
Tegen het twee bouwlagen tellende woonhuis staat een vierkante toren. Dit zal oorspronkelijk een traptoren zijn geweest. Het woonhuis wordt afgedekt door een gecombineerd schild-/zadeldak.
De poorttoren aan de oostzijde steekt boven de vleugel uit en wordt afgedekt door een zadeldak met een trapgevel. Het grootste deel van de oostvleugel heeft banden van mergelstenen, met uitzondering van het gedeelte rechts van de toren: dit bouwdeel is opgetrokken op de voorganger van Kelmont en bevat in de kelder nog oude muurresten.
De boerderij is ondergebracht in de noordelijke en westelijke vleugels. Een deel van deze gebouwen is na 1850 gesloopt en door een schuur vervangen.
Buiten de hoeve staat een 17e-eeuws bakhuis.